# Atelier ST

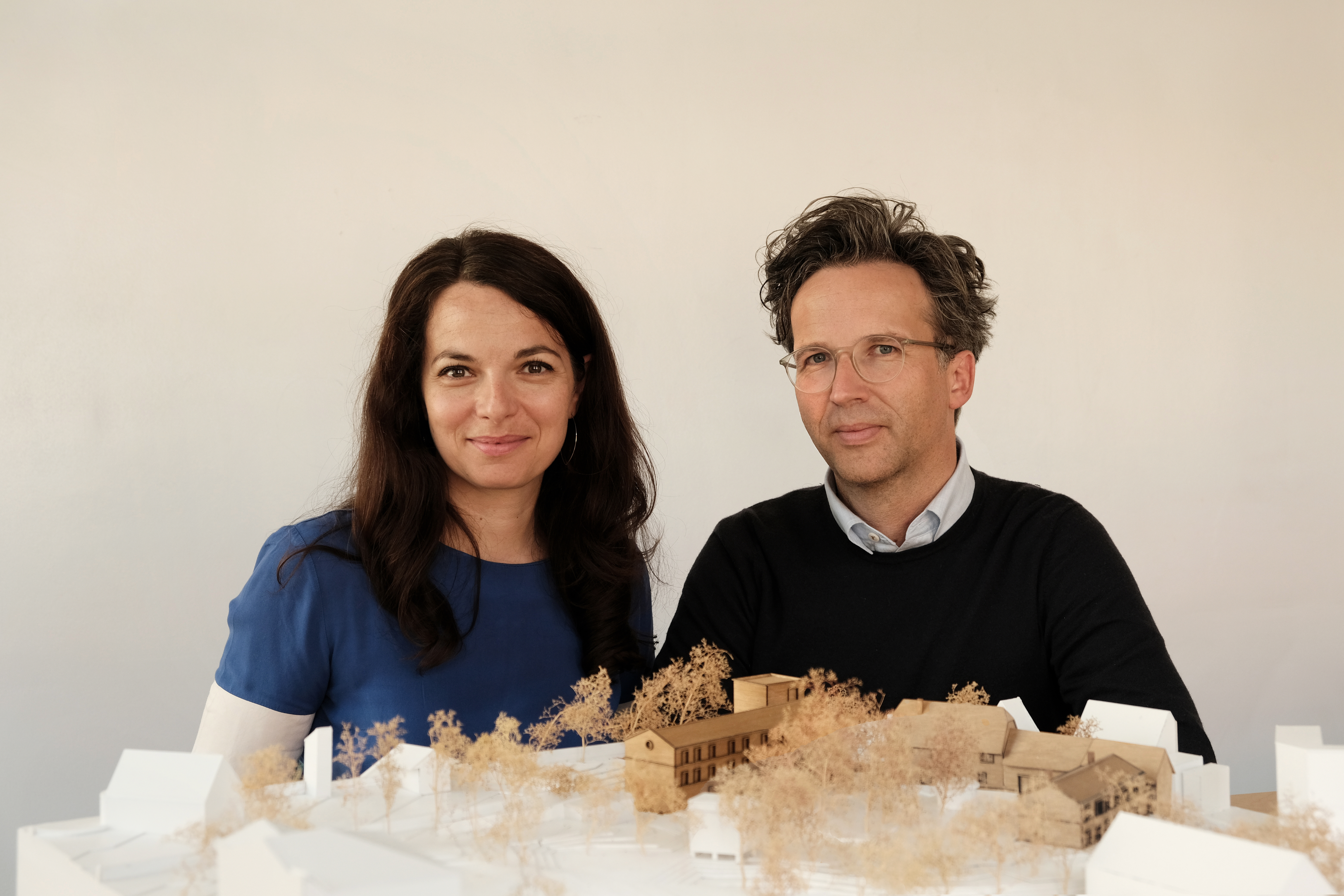
Silvia Schellenberg-Thaut und Sebastian Thaut

Atelier ST ist ein deutsches Architekturbüro mit Sitz in Leipzig. Es wurde 2005 von Silvia Schellenberg-Thaut und Sebastian Thaut gegründet.

## Inhaber
Sebastian Thaut (* 1977 in Zwickau) studierte von 1998 bis 2003 an der Westsächsischen Hochschule Zwickau Architektur. Zunächst arbeitete er in Zürich bei Gigon/Guyer, anschließend in zwei Architekturbüros seiner Geburtsstadt. 2005 gründete er in Leipzig gemeinsam mit seiner Ehefrau Silvia Schellenberg-Thaut das Architekturbüro Atelier ST. 2015/2016 übernahm er einen Lehrauftrag an der Technischen Universität Dortmund. 2007 wurde er zum Mitglied im Bund Deutscher Architektinnen und Architekten (BDA) berufen, dessen Landesvorstand Sachsen er von 2010 bis 2018 angehörte. Von 2010 bis 2018 war Sebastian Thaut Sprecher der BDA Regionalgruppe Leipzig. In den deutschen Werkbund Sachsen wurde er 2021 berufen.
Silvia Schellenberg-Thaut (* 1978 in Borna) studierte von 1997 bis 2001 ebenfalls Architektur an der Westsächsischen Hochschule Zwickau. Anschließend arbeitete sie bis 2005 angestellt. 2015/2016 übte sie eine Vertretungsprofessur an der Fachhochschule Erfurt aus. 2007 wurde sie zum Mitglied im BDA berufen, dessen damals deutschlandweit jüngstes Mitglied sie war. Von 2018 bis 2024 gehörte sie dem Gestaltungsbeirat der Stadt Bamberg an, dessen Vorsitz sie von 2021 bis 2024 innehatte. Seit 2022 ist sie Mitglied im Förderverein der Bundesstiftung Baukultur. Im Februar 2025 wurde Silvia Schellenberg-Thaut als neues Mitglied des Gestaltungsbeirats der Hansestadt Stralsund berufen.
Silvia Schellenberg-Thaut und Sebastian Thaut übernahmen von 2019 bis 2021 eine Vertretungsprofessur an der Technischen Universität Darmstadt, wo sie den Lehrstuhl „Entwurf und industrielle Methoden der Hochbaukonstruktion“ leiteten. Von 2023 bis 2024 lehrten beide als Vertretungsprofessoren im Lehrstuhl „Entwurf und Gebäudelehre“ an der Brandenburgischen Technischen Universität Cottbus-Senftenberg. Sie halten Vorträge an Hochschulen und andernorts. Sie sind regelmäßig Preisrichter bei Architekturwettbewerben.

## Entwicklung und Profil
Anlass der Bürogründung war der erste Platz in einem Wettbewerb für ein Wohnhaus in Zwickau. Seit der Gründung führen Silvia Schellenberg-Thaut und Sebastian Thaut das Architekturbüro gemeinsam. 2011 nahm das Büro die Rechtsform einer GmbH an. Im Juli/August 2023 belegte das Büro im nationalen Ranking von Baunetz Platz 26.
Das Büro gestaltet Neubauten mit Bezug zum bereits Bestehenden und plant Veränderungen von Bauten im Bestand und im Denkmalschutz. Dabei geht es um private und öffentliche Nutzungen mit dem Schwerpunkt auf Kunst-, Kultur- und Sakralbauten sowie Bauten für Unternehmen im ländlichen Raum.
Die Arbeiten des Architekturbüros gelten insbesondere beim Bauen im Bestand sowie beim ländlichen Bauen als mit eigener Handschrift gestaltete Verbindungen von modernem und traditionellem Bauen. Ihre Architektur ist dem kritischem Regionalismus verbunden. Dabei werden funktionale und regionale Besonderheiten sowie traditionelle Elemente im Entwurf berücksichtigt. Betont werden überdies die Eigenständigkeit und der Wiedererkennungswert der jeweiligen Gebäude. Historische Bausubstanz werde in gelungener Weise mit zeitgenössischen Formen zusammengebracht, das Büro könne „einfühlsam und selbstbewusst zugleich im historischen Kontext arbeiten“ – so Matthias Alexander in der Frankfurter Allgemeinen.

## Projekte (Auswahl)
- Neubau eines Wirtschaftsgebäudes in Eibenstock für den Staatsbetrieb Sächsisches Immobilien- und Baumanagement, Fertigstellung 2010[20]
- Neubau eines Waldhauses in Klein Köris für einen privaten Bauherrn, Fertigstellung 2010[21]
- Umbau einer Scheune in Sermuth für einen privaten Bauherrn, Fertigstellung 2013[22]
- Lutherarchiv Eisleben in der Lutherstadt Eisleben für die Stiftung Luthergedenkstätten Sachsen-Anhalt, Fertigstellung 2015/16[23][24]
- Neubau „Wohnen am Feldrand“ in Lichtentanne für einen privaten Bauherrn, Fertigstellung 2016[25]
- Faktorenhaus Schönbach: Umbau Umgebindehaus in Schönbach für einen privaten Bauherrn, Fertigstellung 2020[26][27]
- Kunsthaus Göttingen in Göttingen für die Stadt, Fertigstellung 2021[19][28]
- Neubau Duplex-Wohnhaus in Leipzig für einen privaten Bauherrn, Fertigstellung 2022[29]
- Fassadengestaltung beim Neubau des Heizkraftwerks Leipzig-Süd in Leipzig für Stadtwerke Leipzig GmbH, Fertigstellung  2023[30]
- Neubau der Werkshalle 4 von Mühle Shaving in Stützengrün für die Hans-Jürgen Müller GmbH & Co. KG, Fertigstellung 2023[31]
- Martinskirche Apolda in Apolda: Umbau zum Soziokulturzentrum für die Ev.-Luth. Kirchgemeinde Apolda und die EKM, Fertigstellung noch offen[2]

Fotos
Duplex-Wohnhaus in Leipzig-Portitz
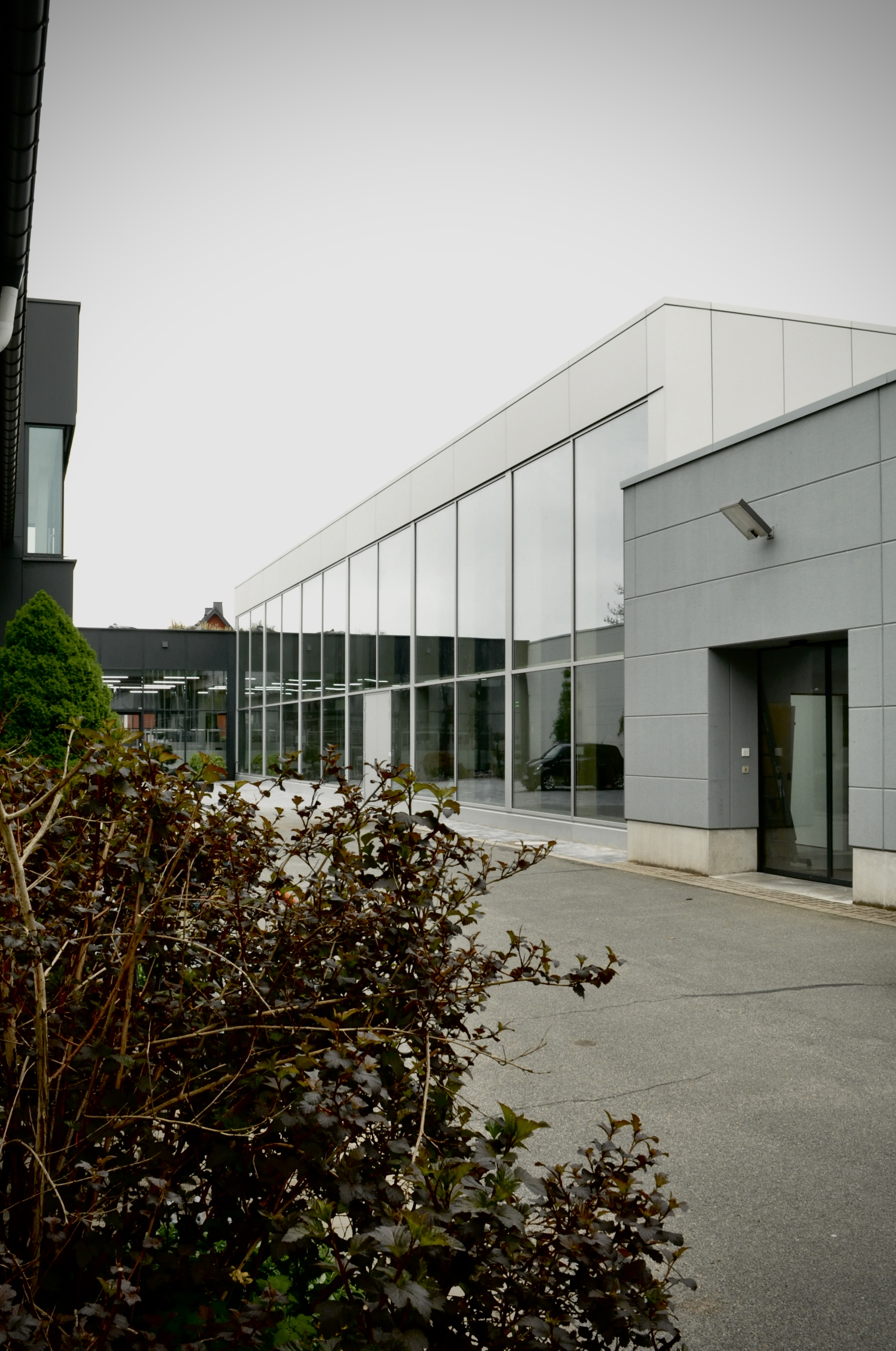
Mühle Shaving, Neubau Werkshalle 4
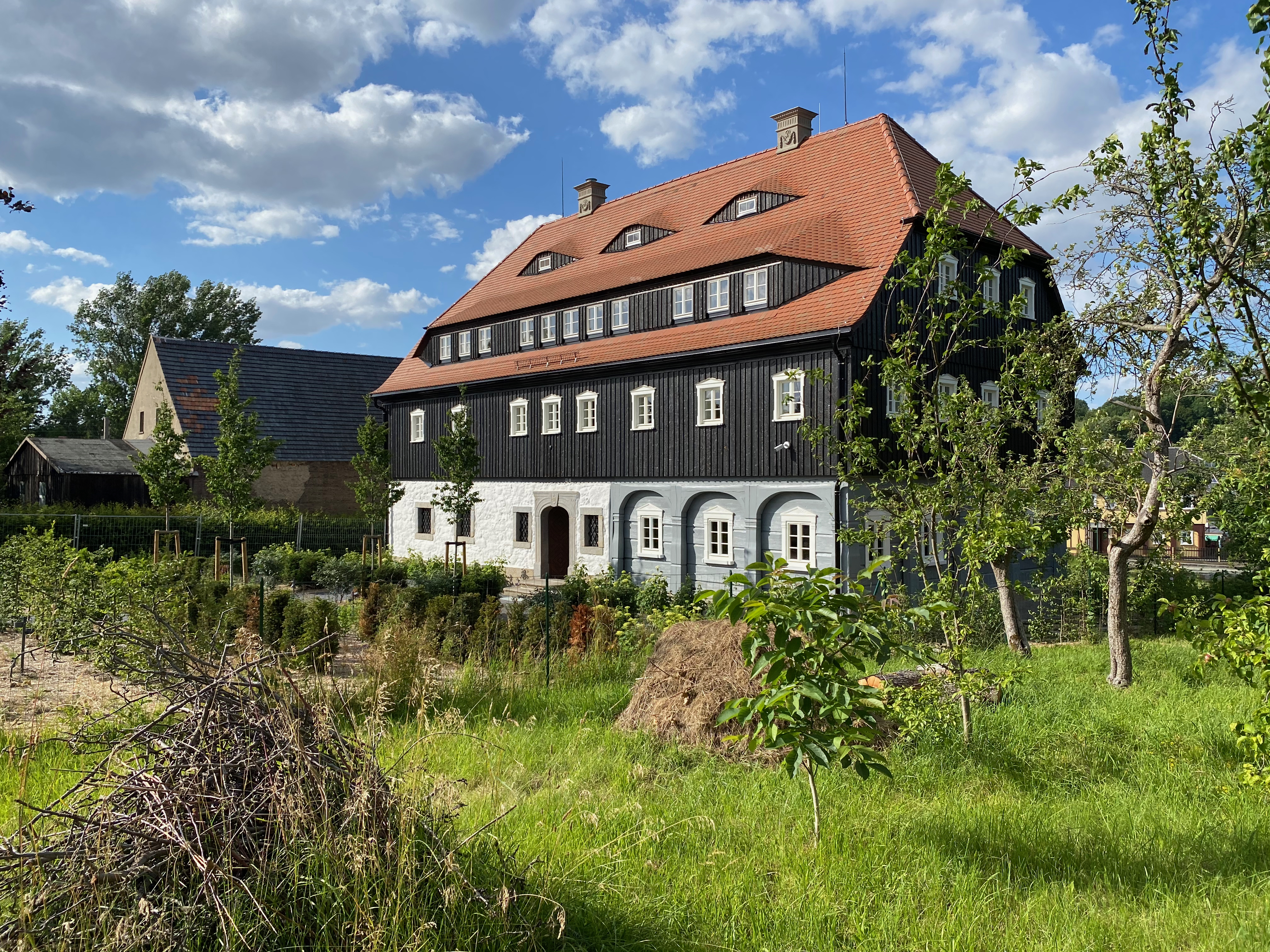
Faktorenhaus in Schönbach
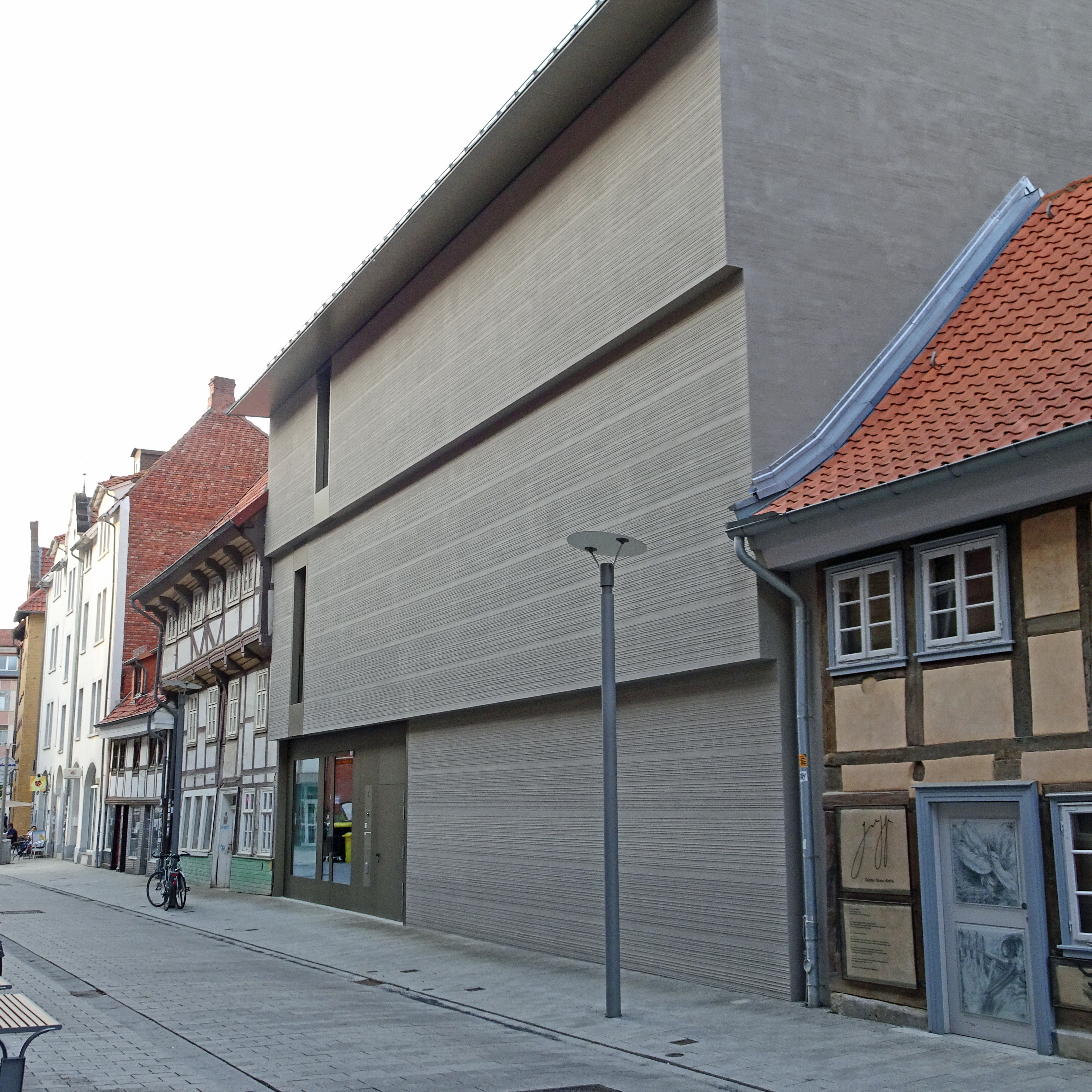
Kunsthaus Göttingen

## Auszeichnungen (Auswahl)
- 2025: Best Architects 26 (Infrakstrukturbauten)
- 2025: AD100[32]
- 2024: BDA Preis Sachsen – Stifterpreis[33]
- 2024: Monocle Award – best manufacturing hub[34]
- 2024: Best Architects 25 (Wohnungsbau, Gewerbe-& Industriebauten)[35][36]
- 2022: Best Architects 23 (Öffentliche Bauten)
- 2021: Best Architects 22 (Innenausbau)
- 2021: Sächsischer Staatspreis ländliches Bauen[37]
- 2018: Best Architects 19 (Wohnungsbau/Einfamilienhäuser)
- 2016: BDA Preis Sachsen, Anerkennung[22]
- 2016: Best Architects 17 (Öffentliche Bauten)
- 2015: Iconic Award[5]
- 2014: AIT-International Living Application Award 2014[5]
- 2013: 1. Preis Sächsischer Landeswettbewerb 2013 Ländliches Bauen[38]
- 2013: BDA Preis Sachsen, Anerkennung[39]
- 2012: BDA Preis Brandenburg[40]
- 2012: DAM Preis shortlist – Waldhaus[41]
- 2011: Best Architects 12 (Kategorie: Wohnungsbau/Einfamilienhäuser)
- 2011: Best Architects 12 Gold (Gewerbe- & Industriebauten)
- 2010: Preis des Architekturforums der Stadt Zwickau (privater Wohnungsbau)[42]
- 2006: Preis des Architekturforums der Stadt Zwickau (privater Wohnungsbau)[43]

## Bücher (monografische Publikationen)
- Faktorenhaus Schönbach. Steidl. Göttingen 2022, ISBN 978-3-96999-090-2.
- Das Haus für die Kunst. Steidl. Göttingen 2021, ISBN 978-3-96999-090-2.
- Drinnen und draußen. Steidl. Göttingen 2020, ISBN 978-3-95829-879-8.
- Architektur und Du. Zehn Jahre Atelier ST. Mitte/Rand. Berlin 2015, ISBN 978-3-9817010-7-4.
- Stimulations. Arbeiten Atelier st 2004 – 07. Jovis. Berlin 2007, ISBN 978-3-939633-54-9.